# Anatolij Marienhof
Anatolij Borisowicz Marienhof, ros. Анато́лий Бори́сович Мариенго́ф (ur. 24 czerwca?/6 lipca 1897 w Niżnym Nowogrodzie, zm. 24 czerwca 1962 w Leningradzie) – rosyjski poeta, prozaik i dramatopisarz. Jeden z głównych przedstawicieli imażynizmu. Napisał jedyną powieść imażynistyczną – Cynicy.
Urodził się w szlacheckiej rodzinie pochodzącej z guberni inflanckiej. W roku 1913 ojciec Anatolija wraz z synem i córką przeniósł się do Penzy. Anatol po ukończeniu gimnazjum 1916 został powołany do armii carskiej. Wtedy napisał pierwszą sztukę teatralną wierszem Ciuciubabka Pierrette. Po wybuchu rewolucji październikowej powrócił do Penzy, założył kółko poetyckie z udziałem poety Iwana Starcewa i malarza Witalija Usenko. W roku 1918 wydał pierwszy tomik poetycki Witryna serca.
Po śmierci ojca zamieszkał w Moskwie. Został sekretarzem literackim w wydawnictwie Ogólnorosyjskiego Centralnego Komitetu Wykonawczego Rad, gdzie poznał Nikołaja Bucharina, a także zaprzyjaźnił się z Siergiejem Jesieninem, który wywarł wpływ na jego przyszłość. Był współzałożycielem grupy imażynistów.
W latach 1924–1925 kierował oddziałem scenariuszy Proletkino, napisał około dziesięciu scenariuszy filmowych. W roku 1928 opublikował w berlińskim wydawnictwie Petropolis powieść „Cynicy”, a w roku 1930 następną powieść Ogolony człowiek. Publikacja za granicą spowodowała szykany za strony organizacji literackiej.
Na początku wojny w czerwcu 1941 codziennie wygłaszał w leningradzkim radiu wierszowane ballady, następnie wraz z żoną został ewakuowany do Kirowa.
W roku 1948 napisał sztukę Sąd życia o walce z kosmopolityzmem, która nie została nigdy wystawiona w teatrze. W latach 1953–1956 napisał autobiografię Mój wiek, moja młodość, moi przyjaciele i przyjaciółki, która ukazała się w wersji nieocenzurowanej dopiero w roku 1988.